# Función 91 de McCarthy
La función 91 de McCarthy es una función recursiva, definida por el informático John McCarthy.
La función está definida de la siguiente manera:
{\displaystyle M(n)=\left\{{\begin{matrix}n-10,&{\mbox{si }}n>100{\mbox{ }}\\M(M(n+11)),&{\mbox{si }}n\leq 100{\mbox{ }}\end{matrix}}\right.}
Los resultados de evaluar la función están dados por M(n) = 91 para todo argumento entero n ≤ 100, y M(n) = n − 10 para n ≥ 101.
- Datos: Q3075198